# Starokarasuk
Starokarasuk (ros. Старокарасук) – wieś (sieło) w Rosji, w obwodzie omskim, w rejonie bolszerieczeńskim. W 2021 liczyła 504 mieszkańców.